# عثكول (نخل)

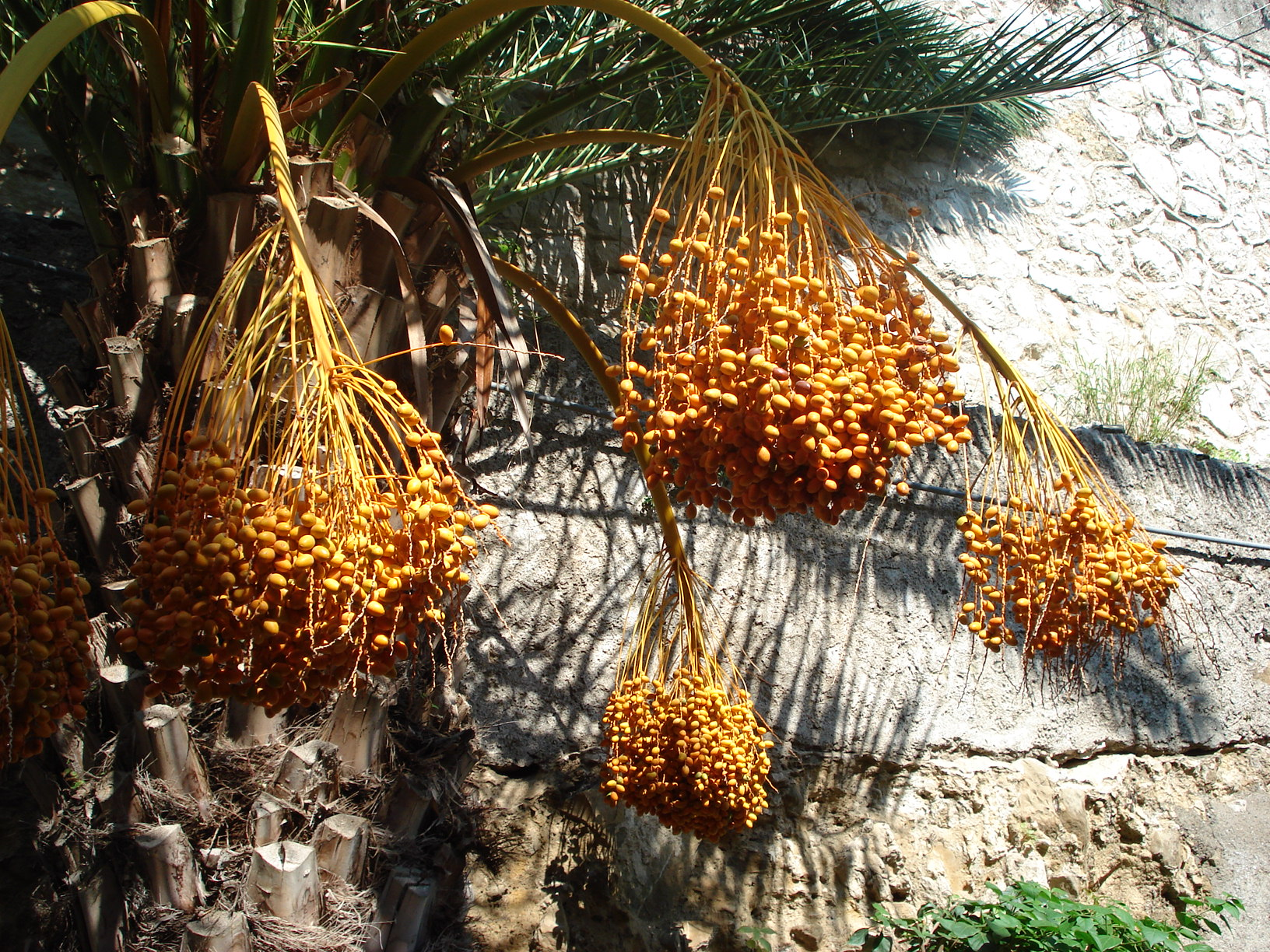
كبائس التمر في النخلة

العُثْكُول أو العِثْكَال أو العُثْكُولَة (الجمع: عَثَاكِيل) عِذْق النخلة، وهو في النَّخْلِ بمنزلة العُنْقُودِ من الكَرْمِ، والكِبَاسَة (الجمع: كَبَائِس) هي العِذْق التَّام بشَمَارِيخِهِ وبُسْرِهِ، أي أن الكباسة هي العثكول مع التمر. والعُرْجُون (الجمع: عَرَاجِين) هو أَصْلُ العِذْق الذي يَعْوَجُّ وتُقْطَعُ منه الشماريخ فيبقى على النخل يابساً، وهو عُود الكِبَاسَة.